# Dąbrowa Chełmińska (gromada)
Dąbrowa Chełmińska – dawna gromada, czyli najmniejsza jednostka podziału terytorialnego Polskiej Rzeczypospolitej Ludowej w latach 1954–1972.
Gromady, z gromadzkimi radami narodowymi (GRN) jako organami władzy najniższego stopnia na wsi, funkcjonowały od reformy reorganizującej administrację wiejską przeprowadzonej jesienią 1954 do momentu ich zniesienia z dniem 1 stycznia 1973, tym samym wypierając organizację gminną w latach 1954–1972.
Gromadę Dąbrowa Chełmińska z siedzibą GRN w Dąbrowie Chełmińskiej utworzono – jako jedną z 8759 gromad na obszarze Polski – w powiecie chełmińskim w woj. bydgoskim, na mocy uchwały nr 24/4 WRN w Bydgoszczy z dnia 5 października 1954. W skład jednostki weszły obszary dotychczasowych gromad Dąbrowa Chełmińska, Czemlewo, Bolumin, Janowo, Wałdowo Królewskie i Gzin (z osiedlem Łoktowo, bez kolonii Dolny Gzin) ze zniesionej gminy Dąbrowa Chełmińska w powiecie chełmińskim oraz wieś Otowice z dotychczasowej gromady Otowice ze zniesionej gminy Rzęczkowo w powiecie toruńskim w tymże województwie. Dla gromady ustalono 25 członków gromadzkiej rady narodowej.
31 grudnia 1959 do gromady Dąbrowa Chełmińska włączono obszar zniesionej gromady Ostromecko w tymże powiecie.
31 grudnia 1961: (a) do wsi Rafa w gromadzie Dąbrowa Chełmińska włączono część obszaru wsi Łoskoń (enklawa o powierzchni 32,5050 ha stanowiąca parcele nr nr kat. 179 i 180 karty mapy i obrębu Pałcz) z gromady Fordon w powiecie bydgoskim w tymże województwie; (b) do wsi Mała Kępa w gromadzie Dąbrowa Chełmińska włączono enklawę o powierzchni 5,4890 ha (stanowiącą parcelę oznaczoną nr kat. 513 karty mapy i obrębu Fordon) z miasta Fordon w powiecie bydgoskim w tymże województwie; (c) z gromady Dąbrowa Chełmińska wyłączono natomiast parcele oznaczone nr nr kat. 1–10 z karty mapy 1 obrębu 21 Bydlęca Kępa, włączając je do gromady Fordon w powiecie bydgoskim w tymże województwie.
Według stanu na rok 1966 gromada obejmowała powierzchnię 99 km² i zamieszkana była przez 4778 mieszkańców. W jej skład wchodziły następujące sołectwa: Bolumin (wraz z wsiami Boluminek oraz Nowy Bolumin), Czemlewo, Dąbrowa Chełmińska (wraz z wsiami Wybudowanie oraz Linia), Gzin (wraz z wsią Łoktowo), Janowo, Mozgowina (wcześniej Mózgowina; wraz z wsią Wielka Kępa), Nowy Dwór (wraz ze wsią Reptowo), Ostromecko, Otowice, Rafa (wraz ze wsią Pień), Strzyżawa (wraz ze wsią Mała Kępa), Wałdowo Królewskie.
Gromada przetrwała do końca 1972 roku, czyli do kolejnej reformy gminnej. 1 stycznia 1973 w powiecie chełmińskim reaktywowano gminę Dąbrowa Chełmińska (od 1999 gmina Dąbrowa Chełmińska należy do powiatu bydgoskiego).